# Hemiacetal

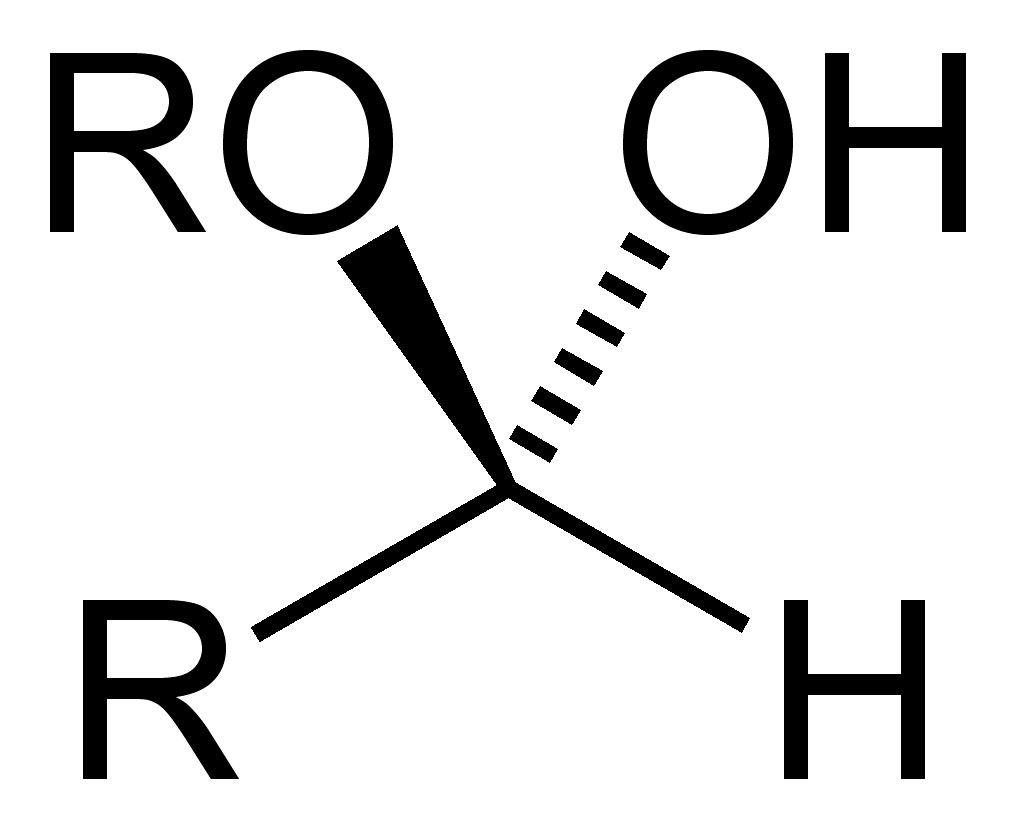
fórmula estrutural de um hemiacetal

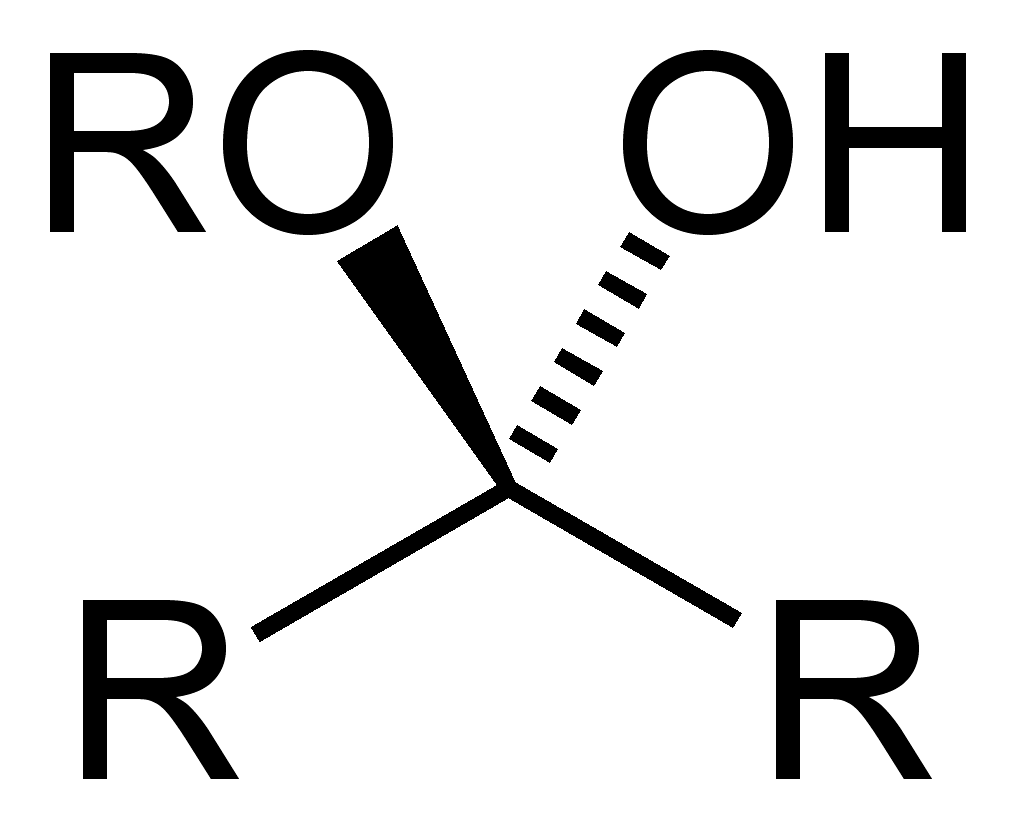
Hemiacetona

Hemiacetais e hemiacetonas são compostos derivados respectivamente de aldeídos e cetonas. A palavra grega hèmi significa meio. Esses compostos são formados pela reação entre um álcool e um grupo carbonila.

## Fórmula e formação
A fórmula geral de um hemiacetal é R1R2C(OH)OR, onde R1 ou R2 é geralmente hidrogênio e R (ligado ao oxigênio) é hidrogênio.

Enquanto para a IUPAC em um hemiacetal, R1 ou R2 possam ou não ser um hidrogenio, na hemiacetona nenhum dos grupos R- é um H. Hemiacetonas são vistas como hemiacetais que não tem grupos R- sendo R- hidrogênio, ou seja, uma subclasse dos hemiacetais 
|                         |
| Formação de hemiacetais |
|                         |

### Hemiacetais e hemiacetonas cíclicas
| |  |
| à esquerda lactol de uma ribose, um hemiacetal cíclico. à direita a lactol de uma fructose, uma hemiacetona cíclica. |  |

Hemiacetais e hemiacetonas são em geral compostos instáveis. No entanto, em alguns casos hemiacetais e hemiacetonas cíclicas e estáveis chamadas lactol
, podem ser formados, especialmente quando aneis cíclicos de 5 ou 6 átomos de carbono são formáveis. Nesse caso um grupo OH intramolecular reage com o grupo carbonila. Glucose e outras aldoses existem como hemiacetais cíclicas enquanto que fructose e cetoses existem como hemiacetonas cíclicas.

## Síntese
Em síntese organica hemiacetais podem ser preparados de diferentes maneiras:
- adição nucleófila de um álcool a um grupo carbonila de um aldeído
- adição nucleófila de um álcool a cátion de hemiacetal de ressonância estabilizada
- hidrólise parcial de um acetal